# Thiệu Duy
Thiệu Duy là một xã thuộc huyện Thiệu Hóa, tỉnh Thanh Hóa, Việt Nam.

## Địa lý
Xã Thiệu Duy nằm ở phía bắc của huyện Thiệu Hóa, thuộc tả ngạn sông Chu, có vị trí địa lý:
- Phía đông giáp xã Thiệu Hợp
- Phía tây giáp thị trấn Thiệu Hóa và xã Thiệu Long
- Phía nam giáp xã Tân Châu và xã Thiệu Nguyên
- Phía bắc giáp xã Thiệu Giang.

Xã Thiệu Duy có diện tích 8,81 km², dân số năm 2022 là 8.735 người, mật độ dân số đạt 991 người/km².

## Hành chính
Xã Thiệu Duy được chia thành 7 thôn: Cư Khánh, Đông Hòa (Đồng Cách), Đồng Miên (Đông Mỹ), Đông Mỹ (Đầm), Khánh Hội, Phú Điền, Xử Nhân (Nhân Lý).

## Lịch sử
Vùng đất thuộc xã Thiệu Duy ngày nay, vào đầu thế kỉ 19 là các thôn xã thuộc huyện Thụy Nguyên, phủ Thiệu Thiên.
Cuối năm 1945, huyện Thụy Nguyên đổi thành huyện Thiệu Hóa.
Sau năm 1945, các thôn làng nêu trên thuộc xã Duy Tân, huyện Thiệu Hóa. Năm 1953, xã Duy Tân chia thành các xã Thiệu Nguyên, Thiệu Duy và một phần xã Thiệu Hợp.
Năm 1977, xã Thiệu Duy cùng với các xã phía bắc sông Chu của huyện Thiệu Hóa sáp nhập với huyện Yên Định thành huyện Thiệu Yên.
Năm 1996, xã Thiệu Duy thuộc huyện Thiệu Hóa mới tái lập.